# Chaetopleurophora erythronota
Chaetopleurophora erythronota är en tvåvingeart som beskrevs av Gabriel Strobl 1894. Chaetopleurophora erythronota ingår i släktet Chaetopleurophora och familjen puckelflugor. Inga underarter finns listade i Catalogue of Life.